# Symbolisme phallique

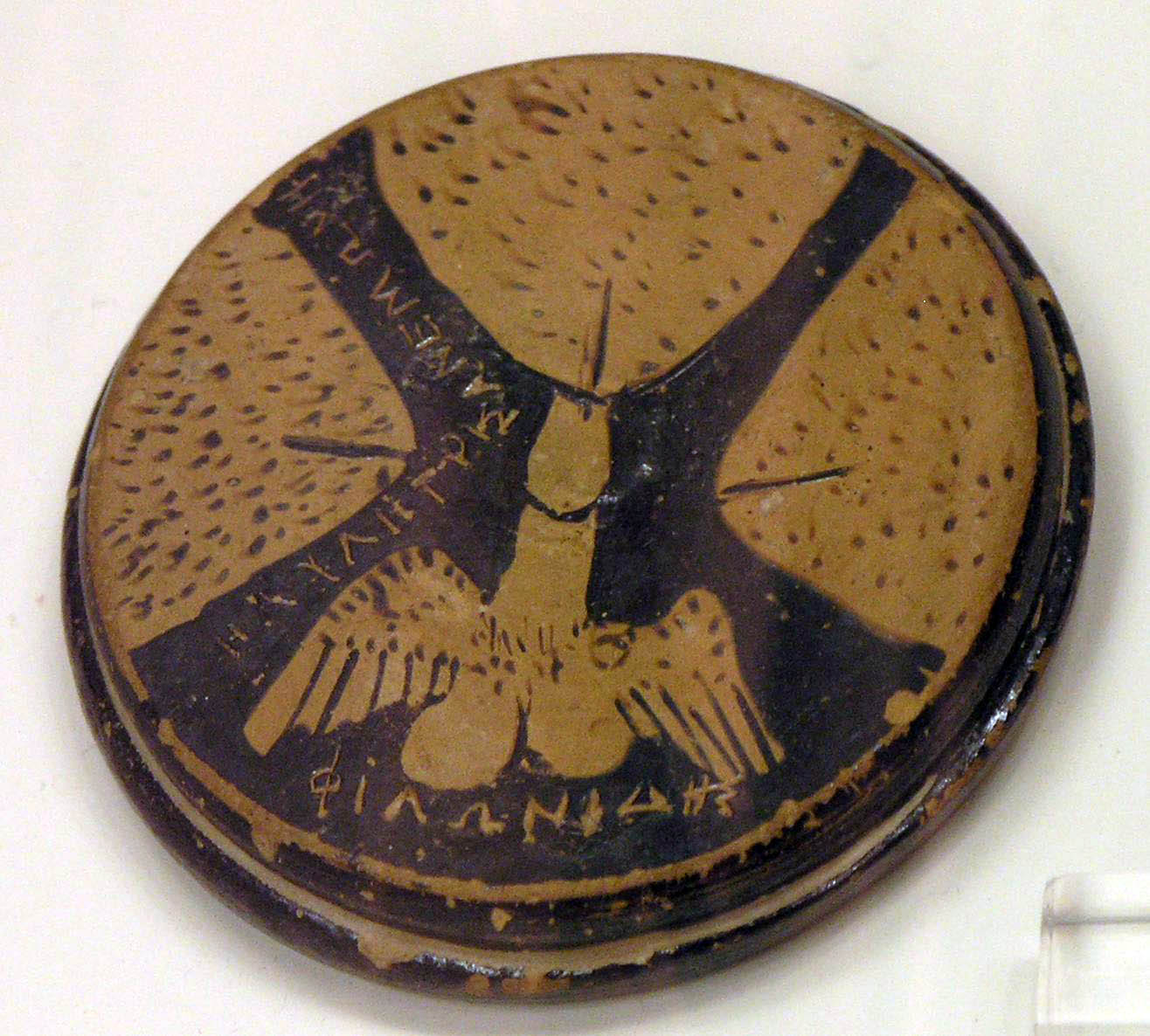
Phallus ailé et vulves sur un couvercle attique, vers 450-425 av. J.-C., Musée national archéologique d'Athènes

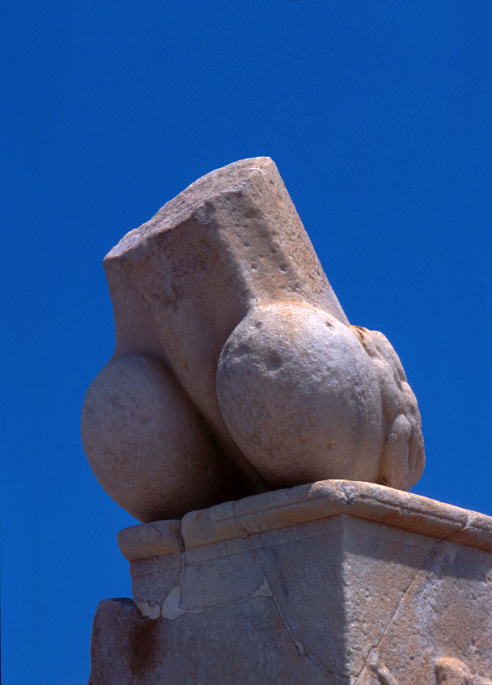
Phallus sculpté à Délos (mer Égée)

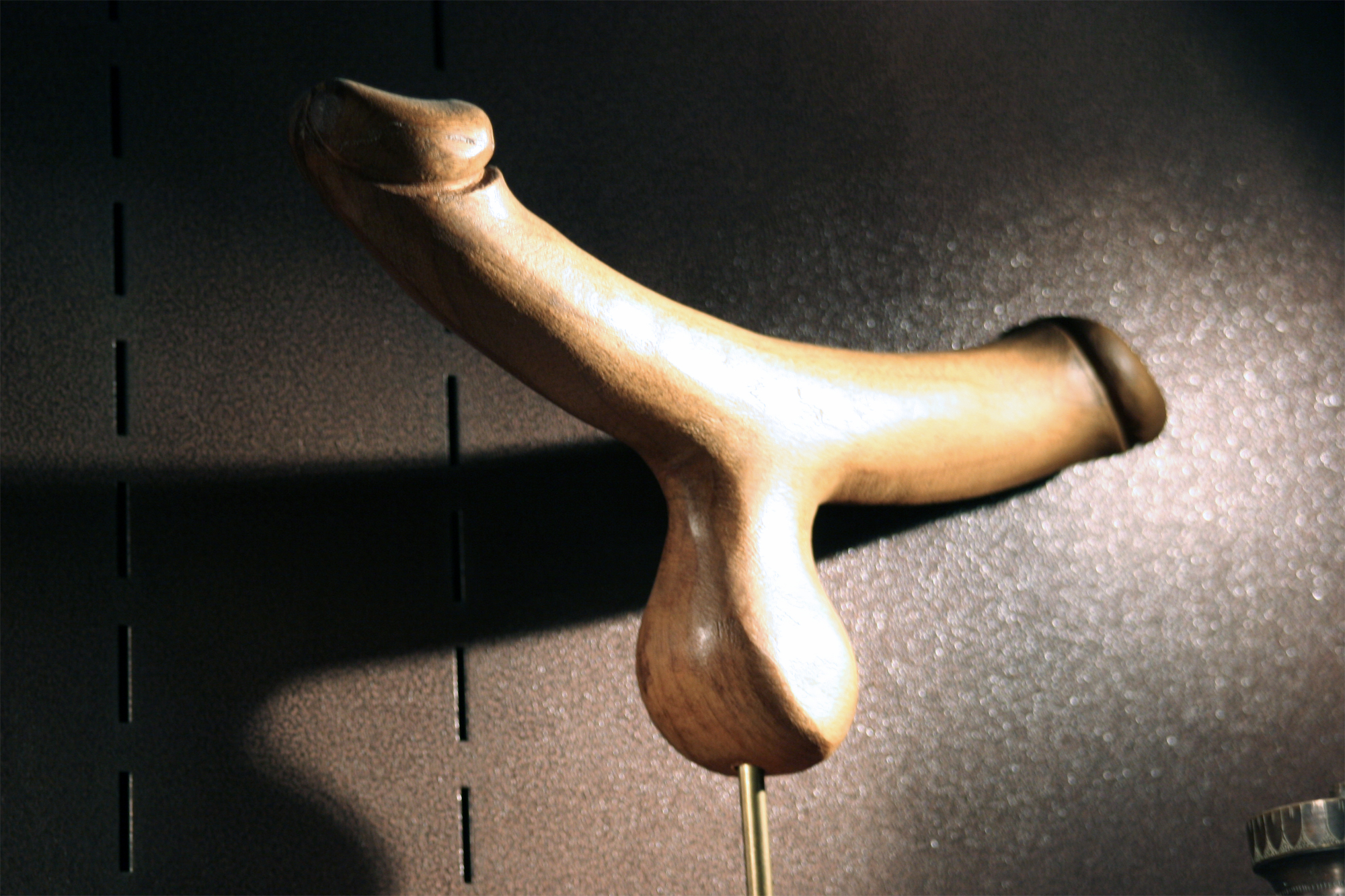
Phallus

Le symbolisme phallique renvoie à la virilité et à la fécondité. Il est présent dans la culture, depuis l’Antiquité. En psychanalyse, il est un élément symbolique de construction du sujet.

## Histoire
Le phallus est le symbole de la virilité et de la fécondité. Dans de nombreuses civilisations et dès l'Antiquité le pénis était par exemple associé à des divinités comme Osiris ou Bacchus.
Dans certaines tribus des autochtones d’Amazonie, la taille du phallus est directement liée au rang social. 
Les hommes mettent ainsi un étui pénien indiquant leur rang social.
En Mésopotamie et en Inde (où l’on voue un véritable culte au phallus, nommé lingam), le caducée — emblème de fécondité — est représenté par deux serpents s’enroulant autour d’un phallus, verge nue ou fleurie, ou encore arbre de vie. Si l’on trouve généralement un oiseau au sommet de l’arbre de vie, on y trouve un serpent à sa base. Il peut être également représenté par un vase dont jaillit l’eau (symbole de vie). Ici, le vase représente le phallus éjaculant, symbole de fécondité.
En Occident, le phallus a été longtemps un symbole de fécondité, et par extension, un porte-bonheur. Sa représentation était fréquente à la porte des maisons, ou pour désigner la direction du lupanar (Pompéi). On le trouvait aussi en érection sur des colonnes hermaïques, dites ithyphalliques, à la croisée des chemins ou devant certains temples (Délos). Il est l’attribut le plus constant des satyres qui accompagnent Dionysos, et du dieu romain Priape. Enfin il était souvent porté en amulette apotropaïque autour du cou, chez les enfants romains. Dans la civilisation romaine, le fenouil commun était la plante sacrée de Bacchus. Un grand pied de fenouil, qui représentait un symbole phallique, fut son emblème durant les bacchanales.
La christianisation a restreint le phallus à l’acte sexuel. Celui-ci étant réservé à l’alcôve, les symboles phalliques se sont vu classer comme obscènes et païens, et ont disparu. Toutefois ces croyances phalliques ont longtemps survécu comme en témoigne le menhir de Kerloas en Plouarzel dont les protubérances étaient encore frottées par les jeunes mariés au XIXe siècle.
En Galice, on trouve des horreos, blocs de pierre ornés à un bout de la croix catholique et, à l’autre, d’un phallus païen. Ces constructions servent à conserver le grain.

## Phallus et psychanalyse
Dès les débuts de la psychanalyse, Sigmund Freud révèle une sexualité infantile bien éloignée de la fonction génitale de reproduction. Cette sexualité laisse cependant une place au phallus comme clé de la structuration psychique individuelle.

### Stades libidinaux
Dans l'évolution de stades libidinaux, indiquant l'intérêt sexuel mis en avant par la personne en maturation, on rencontre d'abord un stade urétral, dans lequel la satisfaction consiste notamment à uriner, puis un stade génital, ou stade phallique, qui n'efface cependant pas la sexualité psychique pré-génitale. Les deux stades, urétral et phallique, sont espacés de la période de latence. Le stade phallique se révélera complètement dans le processus de subjectivation à l'adolescence, forte réactivation du complexe d'Œdipe.

### Castration
La castration, ce fantasme originaire expliquant la différence des sexes par l'ablation du phallus chez la femme, fait du phallus le centre de la structuration identitaire. L'angoisse névrotique serait avant tout angoisse de castration, tant chez l'homme, qui souhaite pouvoir jouir de son phallus, que chez la femme, qui souhaite annuler la castration en se procurant le phallus paternel, ou en ayant un enfant. 

Quant au fétichisme sexuel, il s'agirait d'un clivage du moi : une partie de la personnalité consciente ne reconnaît pas la castration, et prête à la femme un phallus.     
Ces différents éléments quant à la castration amènent plusieurs auteurs, et pas seulement le mouvement du féminisme, à critiquer un certain phallocentrisme de la psychanalyse.

### Le phallus chezJacques Lacan
Lacan pérennise la centralité de la notion phallique — c'est qu'il en modifie la nature même. Lacan commence par noter un phallus imaginaire, objet du manque, qui pose la relation entre le nourrisson et sa mère comme une triangulation. Ce triangle sera systématisé dans le schéma R. 
Mais Lacan en vient surtout à noter un phallus symbolique, qui s'avère le signifiant même du désir. Cette notion est étudiée par exemple dans le refoulement originaire substituant au désir de la mère les Noms du Père. Lacan révèle que le phallus ne se présente pas tant comme organe viril que comme dialectiques : être ou ne pas être le phallus, ainsi que avoir ou ne pas avoir le phallus.